# Бурдужан, Лучан
Лучан Бурдужан (рум. Lucian Burdujan; 18 февраля 1984, Пьятра-Нямц, Румыния) — румынский футболист, нападающий.

## Карьера
Он начал свою карьеру в «Чахлэуле», в 2002 году. В 2004 году он перешёл в «Рапид» из Бухареста. 
Летом 2008 года Бурдужан подписал контракт с «Васлуем», свой первый гол за «Васлуй» он забил против «Нефтчи» из Баку в Кубке Интертото. 
24 июня 2011 года подписал контракт с одесским «Черноморцем», соглашение рассчитано на 2,5 года. Стал лучшим бомбардиром «Черноморца» в сезоне 2012/13 (7 голов в 28 матчах). Покинул команду в мае 2013 года. Всего за «Черноморец» в чемпионате он сыграл 43 матча и забил 9 мячей, в Кубке Украины сыграл в 7 матчах, в которых забил 2 гола.
8 ноября 2013 года подписал контракт с симферопольской «Таврией». Бурдужан стал первым новичком команды после отмены запрета на трансферы, который был наложен УЕФА. В составе команды забил первый гол 16 марта 2014 года в матче против киевского «Динамо» (1:2), в конце игры Бурдужан забил мяч в ворота Александра Рыбки. 23 апреля 2014 года покинул «Таврию» в статусе свободного агента, в результате финансового кризиса в клубе. Осенью 2014 года перешёл в ужгородскую «Говерлу», за которую отыграл до конца осенней части чемпионата, после чего по обоюдному согласию с клубом контракт был расторгнут, а футболисту предоставлен статус свободного агента.
В начале февраля 2016 года Бурдужан подписал контракт с клубом «Колледж Европа» из Гибралтара.

## Достижения
- Финалист Кубка Украины (1): 2012/13